# Play Deep
Play Deep är det brittiska bandet The Outfields debutalbum, släppt 1985

## Låtlista
Alla låtar skrivna av John Frederick Spinks.
1. "Say It Isn't So" - 3:47
2. "Your Love" - 3:36
3. "I Don't Need Her" - 3:51
4. "Everytime You Cry" - 4:29
5. "61 Seconds" - 4:18
6. "Mystery Man" - 4:04
7. "All the Love" - 3:32
8. "Talk to Me" - 3:34
9. "Taking My Chances" - 3:37
10. "Nervous Alibi" - 3:52